# Klugeana philoxalis
Klugeana philoxalis is een vlinder uit de familie uilen (Noctuidae). De wetenschappelijke naam van deze soort is voor het eerst geldig gepubliceerd in 1990 door Geertsema. De soort komt voor in Zuid-Afrika, met name in de provincie West-Kaap. De rups voedt zich vooral met knikkende klaverzuring (Oxalis pes-caprae) en wordt gezien als potentiële soort om deze invasieve plant biologisch te bestrijden. Ook andere planten worden als voedselplant door de rups gebruikt.